# Гондар (Гимарайнш)
Гондар (порт. Gondar) — район (фрегезия) в Португалии, входит в округ Брага. Является составной частью муниципалитета Гимарайнш. Находится в составе крупной городской агломерации Большое Минью. По старому административному делению входил в провинцию Минью. Входит в экономико-статистический субрегион Аве, который входит в Северный регион. Население составляет 2868 человек на 2001 год. Занимает площадь 2,31 км².
Покровителем района считается Иоанн Креститель (порт. São João Baptista).